# Notoxus cylindratus
Notoxus cylindratus es una especie de coleóptero de la familia Anthicidae.

## Distribución geográfica
Habita en Burundi.